# Phân cấp hành chính Pakistan
Hệ thống hành chính địa phương của Cộng hòa Hồi giáo Pakistan bao gồm 5 cấp.

## Cấp thứ nhất
Nước này chia thành 4 tỉnh, một lãnh thổ liên bang làm thủ đô. Ngoài ra, có 2 khu vực ở Kashmir là Azad Kashmir và Gilgit-Baltistan mà Pakistan tuyên bố chủ quyền cũng thuộc cấp hành chính địa phương thứ nhất.

Các đơn vị hành chính địa phương cấp thứ nhất của Pakistan

| STT | Đơn vị hành chính           | Tên địa phương | Thủ phủ      | Dân số             | Diện tích (km²) | Mật độ dân số (người/km²) |
| --- | --------------------------- | -------------- | ------------ | ------------------ | --------------- | ------------------------- |
| 1   | Balochistan (tỉnh)          | بلوچستان       | Quetta       | 6565885            | 347190          | 18,9                      |
| 2   | Khyber-Pakhtunkhwa (tỉnh)   | یبر پختونخواہ  | Peshawar     | 17743645           | 74521           | 238,1                     |
| 3   | Punjab (tỉnh)               | پنجاب          | Lahore       | 73621290           | 205345          | 358,5                     |
| 4   | Sindh (tỉnh)                | سندھ           | Karachi      | 30439893           | 140914          | 216                       |
| 5   | Islamabad (lãnh thổ thủ đô) | ضلع ﺩﺍﺭﻝ ﺣﻜﻮﻣﺖ | Islamabad    | 805235             | 906             | 888,8                     |
|     | Pakistan                    | پاکِستان        | Islamabad    | 132352279          | 796096          | 166,3                     |
| 6   | Azad Kashmir                | آزاد کشمیر     | Muzaffarabad | 2973000            | 13297           | 223,6                     |
| 7   | Gilgit-Baltistan            | گلگت - بلتستان | Gilgit       | 1800000 (ước tính) | 72496           | 24,8                      |

## Cấp thứ hai
Các tỉnh của Pakistan lại chia thành các vùng. Cấp vùng từng bị bãi bỏ vào năm 2000, nhưng được khôi phục vào năm 2008. Sau đây là danh sách các vùng của mỗi tỉnh.
| Các vùng thuộc Tỉnh Balochistan | Các vùng thuộc Tỉnh Balochistan | Các vùng thuộc Tỉnh Balochistan |
| Vùng                            | Diện tích (km²)                 | Thủ phủ                         |
| ------------------------------- | ------------------------------- | ------------------------------- |
| Kalat                           | 140612                          | Khuzdar                         |
| Makran                          | 52067                           | Turbat                          |
| Naseerabad                      | 16946                           | Naseerabad                      |
| Quetta                          | 64310                           | Quetta                          |
| Sibi                            | 27055                           | Sibi                            |
| Zhob                            | 46200                           | Loralai                         |

| Các vùng thuộc Tỉnh Khyber-Pakhtunkhwa | Các vùng thuộc Tỉnh Khyber-Pakhtunkhwa | Các vùng thuộc Tỉnh Khyber-Pakhtunkhwa |
| Vùng                                   | Diện tích (km²)                        | Thủ phủ                                |
| -------------------------------------- | -------------------------------------- | -------------------------------------- |
| Bannu                                  | 4391                                   | Bannu                                  |
| Dera Ismail Khan                       | 9005                                   | Dera Ismail Khan                       |
| Hazara                                 | 17194                                  | Abbottabad                             |
| Kohat                                  | 7012                                   | Kohat                                  |
| Malakand                               | 29872                                  | Saidu Sharif                           |
| Mardan                                 | 3046                                   | Mardan                                 |
| Peshawar                               | 4001                                   | Peshawar                               |

| Các vùng thuộc Tỉnh Punjab | Các vùng thuộc Tỉnh Punjab | Các vùng thuộc Tỉnh Punjab |
| Vùng                       | Diện tích (km²)            | Thủ phủ                    |
| -------------------------- | -------------------------- | -------------------------- |
| Bahawalpur                 | 45588                      | Bahawalpur                 |
| Dera Ghazi Khan            | 38778                      | Dera Ghazi Khan            |
| Faisalabad                 | 17917                      | Faisalabad                 |
| Gujranwala                 | 17206                      | Gujranwala                 |
| Lahore                     | 16104                      | Lahore                     |
| Multan                     | 21137                      | Multan                     |
| Rawalpindi                 | 22255                      | Rawalpindi                 |
| Sargodha                   | 26360                      | Sargodha                   |
| Sahiwal                    |                            | Sahiwal                    |

| Các vùng thuộc Tỉnh Sindh | Các vùng thuộc Tỉnh Sindh | Các vùng thuộc Tỉnh Sindh |
| Vùng                      | Diện tích (km²)           | Thủ phủ                   |
| ------------------------- | ------------------------- | ------------------------- |
| Hyderabad                 | 48670                     | Hyderabad                 |
| Karachi                   | 3528                      | Karachi                   |
| Larkana                   | 15543                     | Larkana                   |
| Mirpur Khas               | 38421                     | Mirpur Khas               |
| Sukkur                    | 34752                     | Sukkur                    |

1. ↑  Hiến pháp Pakistan.
2. 1 2  "Area, Population, Density and Urban/Rural Proportion by Administrative Units". Population Census Organization, Government of Pakistan. 1998. Bản gốc lưu trữ ngày 22 tháng 12 năm 2010. Truy cập ngày 31 tháng 3 năm 2010.
3. 1 2  "Population features". Government of Azad Kashmir. 1998. Bản gốc lưu trữ ngày 9 tháng 4 năm 2010. Truy cập ngày 31 tháng 3 năm 2010.